# Aloe vituensis
Aloe vituensis är en grästrädsväxtart som beskrevs av John Gilbert Baker. Aloe vituensis ingår i släktet Aloe och familjen grästrädsväxter. IUCN kategoriserar arten globalt som livskraftig.
Artens utbredningsområde är Kenya. Inga underarter finns listade i Catalogue of Life.